# Eopenthes deceptor
Eopenthes deceptor är en skalbaggsart som beskrevs av Sharp 1908. Eopenthes deceptor ingår i släktet Eopenthes och familjen knäppare. Inga underarter finns listade i Catalogue of Life.